# Walter Fink (Sänger)
Walter Fink (* 1949 in Bregenz, Österreich) ist ein österreichischer Opernsänger (Bass).

## Leben
Walter Fink absolvierte in Wien sein Gesangsstudium sowie ein Studium der Altphilologie. 1977 wurde er in das Opernstudio der Wiener Staatsoper aufgenommen und trat in diesem Jahr erstmals im Haus am Ring als Schließer auf (in Puccinis Tosca). In den Jahren 1982 bis 1991 war er in Bremen engagiert, bis er 1991 wieder an die Wiener Staatsoper zurückkehrte, wo er bis zum Ende der Saison 2013/2014 Ensemblemitglied war. Sein letzter Auftritt erfolgte am 27. Juni 2014 in derselben Rolle und derselben Produktion wie bei seinem Debüt am 2. Oktober 1977, als Schließer in Tosca.
Gastauftritte führten ihn u. a. nach Berlin, nach Lyon, zu den Bregenzer Festspielen, nach Toulouse, Mannheim und Düsseldorf. An der Wiener Staatsoper hat er in ca. 70 verschiedenen Partien in rund 650 Vorstellungen gesungen, u. a. Osmin (Mozart: Die Entführung aus dem Serail), Sarastro (Mozart: Die Zauberflöte), Rocco (Beethoven: Fidelio), Kaspar (Weber: Der Freischütz), Basilio (Rossini: Il barbiere di Siviglia), Kardinal Brogni (Halévy: La juive), Daland (Wagner: Der fliegende Holländer), König Heinrich (Wagner: Lohengrin), Warlaam (Mussorgski: Boris Godunow) und Colline (Puccini: La Bohème).
Im Juni 2001 wurde ihm in Anerkennung für seine künstlerischen Leistungen an diesem Haus der Kammersänger-Titel verliehen.